# Pňovany
Pňovany (en allemand : Neuhof, précédemment : Piwana) est une commune du district de Plzeň-Nord, dans la région de Plzeň, en Tchéquie. Sa population s'élevait à 433 habitants en 2022.

## Géographie
Pňovany se trouve à 10 km à l'ouest de Město Touškov, à 19 km à l'ouest-nord-ouest de Plzeň et à 100 km à l'ouest-sud-ouest de Prague.
La commune est limitée par Čerňovice au nord, par Líšťany au nord-ouest, par Úlice au sud-est, par Kbelany au sud, par Sulislav au sud-ouest et par Stříbro et Erpužice à l'ouest.

## Histoire
La première mention écrite de la localité date de 1205.

## Administration
La commune se compose de trois sections :
- Pňovany
- Chotěšovičky
- Rájov

## Transports
Par la route, Pňovany se trouve à 13 km de Město Touškov, à 23 km de Plzeň et à 124 km de Prague. 